# David Deutsch
Pour les articles homonymes, voir Deutsch.
 (juin 2016).
Si vous disposez d'ouvrages ou d'articles de référence ou si vous connaissez des sites web de qualité traitant du thème abordé ici, merci de compléter l'article en donnant les références utiles à sa vérifiabilité et en les liant à la section « Notes et références ».
David Deutsch, né le 18 mai 1953, est un physicien israélo-britannique, professeur de physique à l'université d'Oxford. Il se spécialise dans le domaine de l'informatique quantique. Il est notamment connu pour l'algorithme de Deutsch-Jozsa.

## Travaux
Deutsch souscrit à l'interprétation des multivers en matière de mécanique quantique à la suite du physicien Hugh Everett. Selon lui ces multivers seraient l'une des 4 composantes de l'« étoffe de la réalité ».
Outre la théorie quantique, les trois autres fils ou brins qui tissent la réalité sont, selon David Deutsch : l'épistémologie (ou théorie de la connaissance, selon Karl Popper), la théorie du calcul (ou version forte de la théorie de Turing), et la théorie de l'évolution (Charles Darwin, Richard Dawkins).

## Honneurs
- Prix Paul Dirac 1998
- Son travail sur le calcul quantique lui vaut le Prix 2002 du calcul quantique, en compagnie de Serge Haroche (ÉNS) et Benjamin Schumacher (Kenyon College)

## Ouvrages
- L'Étoffe de la réalité [« The Fabric of Reality »] (trad. de l'anglais par Françoise Balibar), Cassini, 2003, 446 p. (ISBN 978-2-84225-024-9)
- Le Commencement de l'infini : les explications transforment le monde [« The Beginning of Infinity »] (trad. de l'anglais par Françoise Gicquel et Jacques Treiner), Paris, Cassini, 2016, 518 p. (ISBN 978-2-84225-215-1)